# Cuore (Gianna Nannini)
Cuore è un album di Gianna Nannini pubblicato nel 1998. su etichetta Polydor Records..

## Tracce
1. Un giorno disumano (Nannini, Vergeat) - 5:38
2. Bacio fondente (Marco Colombo, Nannini) - 4:24
3. Centomila (Bruni, Nannini, Vergeat) - 4:03
4. Notti senza cuore (Nannini) - 4:58
5. Come sei (Bruni, Nannini, Vergeat) - 4:23
6. Peccato originale (Nannini) - 4:54
7. Ti spezzo il cuore (Nannini) - 3:57
8. Stellicidio (Nannini, Fabio Pianigiani) - 4:25
9. Dimmi dimmelo (Nannini, Vergeat) - 3:58
10. La strada (Marco Colombo, Nannini) - 3:56
11. Sola (Fabrizio Barbacci, Nannini) - 3:41
12. Io ci sarò (Settimo sigillo) (Nannini, Vergeat) - 5:07

## Musicisti
- Gianna Nannini - voce, tastiera, chitarra, programmazione
- Ivan Ciccarelli - batteria
- Marco Colombo - chitarra, dobro
- Stefano Cesca - programmazione
- Andrea De Filippo - basso, cori
- Andrea Bacchini - chitarra
- Fabrizio Barbacci - chitarra acustica, chitarra elettrica
- Fabrizio Simoncioni - programmazione
- Eugenio Mori - batteria
- Pippo Guarnera - organo Hammond
- Andrea Scaglia - chitarra acustica
- Benedict Frassinelli - programmazione
- Cesare Petricich - chitarra
- Vittorio Vergeat - chitarra acustica, chitarra elettrica
- The London Session Orchestra - archi
- Will Malone - archi
- Laura Falcinelli - cori

## Promozione
| Video Promo        | Singolo | Radio Promo        | Data di uscita | Classifica Singoli - Hit Parade Italia |
| Centomila          |         | Centomila          | 22 agosto 1998 |                                        |
| Un giorno disumano |         | Un giorno disumano | 1998           |                                        |

## Classifiche

### Classifiche settimanali
| Classifica (1998) | Posizione massima |
| ----------------- | ----------------- |
| Europa            | 66                |
| Italia            | 9                 |
| Svizzera          | 13                |